# Wijerd Jelckama
Wijerd Jelckama (también deletreado Wierd y Wijard; c. 1490-1523) fue un comandante militar frisón, señor de la guerra y miembro de Arumer Zwarte Hoop ("Arumer Black Heap"). Era el lugarteniente de Pier Gerlofs Donia (también conocido como Grutte Pier) y luchó a su lado contra los invasores sajones y holandeses. Jelckama tomó el lugar de Donia como luchador por la libertad después de que Donia muriera en 1520.

## Biografía

### Primeros años
Jelckama nació en el año 1490 en una familia numerosa de agricultores y pequeños nobles. Descendía de caballeros que habían participado en las Cruzadas. Uno de sus antepasados del lado de la familia de su padre había muerto en el sitio de Antioquía (1097-1098).

### Rebelión
Junto con Pier Gerlofs Donia, Jelckama luchó contra los guerreros sajones que ocupaban su tierra natal de Frisia, en la captura de Medemblik y en el asedio del castillo de Middelburg .
Además del área ocupada por los sajones, Dinamarca, Holanda y los ducados locales conquistaron partes de Frisia. El objetivo de Donia y Jelckama era librar a Frisia de todas las potencias extranjeras y recuperar la independencia. Bajo el liderazgo de Donia, utilizaron tácticas de guerrilla y obtuvieron varias victorias, incluido el asedio exitoso de dos castillos holandeses y la ciudad de Medemblik. Sin embargo, su mayor éxito llegó en el mar, donde Donia y Jelckama hundieron 28 barcos holandeses, lo que le valió a Donia el título de "Cruz de los holandeses".
Los rebeldes recibieron apoyo financiero de Carlos de Egmond, quien reclamó el Ducado de Güeldres en oposición a los Habsburgo . Charles también utilizó mercenarios bajo el mando de Maarten van Rossum en su apoyo. Sin embargo, cuando las mareas se volvieron contra los rebeldes después de 1520, Charles retiró su apoyo y los rebeldes ya no pudieron pagar a su ejército mercenario. Casi al mismo tiempo, el ejército de los Arumer Zwarte Hoop también perdió a su líder. En 1519, la salud de Donia empeoró. Se retiró a su finca donde murió en 1520. Fue enterrado en Sneek en Groote Kerk (también llamado Martinikerk) en el siglo XV.
Jelckama asumió el mando de los ejércitos, entonces formado por más de 4.000 soldados. Jelckama también obtuvo algunas victorias menores, pero demostró ser un comandante menos competente y perdió hombres lentamente. Jelckama y sus soldados participaron en actos de piratería y saquearon muchos pueblos de las tierras de Frisia, perdiendo la confianza y el apoyo de su propia gente. El hecho de que Jelckama fuera menos agradable que Donia también le costó: forjó alianzas menos fructíferas y perdió más de lo que ganó. Todo esto conduciría a la derrota de Jelckama y su ejército.

### Muerte
Después de una serie de derrotas, él y lo que quedaba del ejército frisón fueron capturados en 1523 y llevados a la ciudad de Leeuwarden en Frisia. Allí fueron decapitados públicamente. Con la muerte de Jelckama y los rebeldes, la rebelión de Frisia llegó a su fin. Fue la última revuelta en la historia de Frisia y se recuerda como tal hasta el día de hoy.